# Europejski rejestr produktów do celów etykietowania energetycznego
Europejski rejestr produktów do celów etykietowania energetycznego (EPREL) - stworzona przez Unię Europejską baza danych zawierająca szczegółowe dane techniczne produktów opatrzonych etykietą energetyczną. Baza regulowana jest na podstawie unijnego rozporządzenia Komisji (UE) 2017/1369 z 4 lipca 2017 r.. Skrót EPREL jest rozwinięciem angielskiej nazwy tj. European Product Registry for Energy Labelling.

## Produkty w bazie EPREL
Baza EPREL zawiera dane techniczne dotyczące produktów zawartych w unijnych rozporządzeniach Komisji UE dotyczących efektywności energetycznej. Od 1 stycznia 2019 roku wszyscy dostawcy wprowadzający na rynek Unii Europejskiej tego typu produkty zobowiązani są do wprowadzenia ich do bazy.

### Rodzaje produktów w EPREL
Baza podzielona jest na 25 grup produktowych jak poniżej:
- zmywarki;
- pralki;
- pralko-suszarki;
- telewizory, monitory i inne wyświetlacze;
- lodówki, zamrażarki i urządzenia do przechowywania wina;
- lodówki i zamrażarki z funkcją sprzedaży, chłodziarki napojów i zamrażarki do lodów;
- opony;
- źródła światła;
- klimatyzatory;
- domowe piekarniki;
- okapy nadkuchenne;
- suszarki bębnowe dla gospodarstw domowych;
- miejscowe ogrzewacze pomieszczeń;
- szafy chłodnicze lub mroźnicze;
- systemy wentylacyjne przeznaczone do budynków mieszkalnych;
- kotły na paliwo stałe;
- zestawy kotłów na paliwo stałe;
- ogrzewacze pomieszczeń/ogrzewacze wielofunkcyjne;
- zestawy zawierające ogrzewacze pomieszczeń/ogrzewacze wielofunkcyjne;
- regulatory temperatury dla ogrzewaczy pomieszczeń;
- urządzenia słoneczne dla ogrzewaczy pomieszczeń;
- podgrzewacze wody;
- zestawy zawierające podgrzewacze wody;
- zasobniki ciepłej wody użytkowej dla podgrzewaczy wody;
- urządzenia słoneczne dla podgrzewaczy wody;

### Wprowadzanie produktów do bazy
Celem wprowadzenia do bazy jak największej liczby produktów, zgodnie z artykułem 12, rozporządzenia 2017/1369 wszyscy dostawcy, którzy po wprowadzili po raz pierwszy produkt do obrotu na terenie Unii Europejskiej są zobowiązani do rejestracji go w bazie EPREL. Co więcej jeśli produkt został wprowadzony między 1 sierpnia 2017, a 1 stycznia 2019 to i tak dostawca ma taki obowiązek. Co istotne, mianem dostawcy określa się nie tylko producentów sprzętu, ale również importerów, jak i bezpośrednich przedstawicieli producenta na terenie UE. Po rejestracji w bazie, produkt otrzymuje indywidualny kod QR, oraz numer rejestracyjny, a dane dotyczące produktu będą w niej przechowywane przez 15 lat. Dostawca ma możliwość dodania produktu do bazy na 3 sposoby:
1. Ręcznie wprowadzając produkt do bazy;
2. Poprzez bezpośrednią komunikację systemów informatycznych m2m;
3. Dodając gotowy sformatowany plik w zdefiniowanym przez EPREL układzie.

Co ważne, zgodnie z przepisami prawa (Dz. U. z 2020 r. poz. 378), dla dostawców nie wywiązujących się z powyższych obowiązków przewidziane są sankcje karne.

## Struktura EPREL
Baza danych EPREL podzielona jest na dwie części, z których każda pełni inne funkcje.
Część pierwsza to zamknięta część bazy, która nie jest przeznaczona do wglądu publicznego. Jest to część przeznaczona dla nadzoru rynku tj. UOKiK, UKE oraz WIIH. Organizacje te poprzez wgląd do bazy mają możliwość weryfikacji prawdziwości informacji podawanych przez producenta.
Część druga  to otwarta część bazy przeznaczona dla użytkowników indywidualnych. Do wglądu dostępna jest od maja 2022. Dzięki bazie EPREL i przygotowanym na niej filtrom, użytkownicy są w stanie wyszukać produkty spełniające konkretne kryteria takie jak np. maksymalna głośność czy określona pojemność zmywarki. Co ważne, jest to na razie faza BETA bazy i nie wszystkie produkty są dostępne z poziomu filtracji.